# How to Make It in America
How to Make It in America er en amerikansk komedie-drama tv-serie, der havde premiere på HBO den 14. februar 2010. Serien følger livet for Ben Epstein (Bryan Greenberg) og hans ven Cam Calderon (Victor Rasuk) mens de forsøger at få succes i New York Citys mode scene. Seriens anden sæson fik premiere den 2. oktober 2011.
Den 20. december 2011 meddelte HBO aflysningen af serie. Executive producer Mark Wahlberg udtalte i et interview til GQ magazine i januar 2012, at serien kan vende tilbage på en anden tv-station.

## Medvirkende

### Hovedpersoner
- Bryan Greenberg som Ben Epstein
- Victor Rasuk som Cameron "Cam" Calderon
- Scott "Kid Cudi" Mescudi som Domingo Dean
- Lake Bell som Rachel Chapman
- Shannyn Sossamon som Gingy Wu (Sæson 1)
- Eddie Kaye Thomas som David "Kappo" Kaplan
- Luis Guzmán som Rene Calderon
- Julie Claire som Robin (sæson 2)
- Joe Pantoliano som Felix De Florio (sæson 2)
- Eriq La Salle som Everton Thompson (sæson 2)